# St. Paul's (metrostation)
St. Paul's is een station van de metro van Londen aan de Central Line. Het metrostation dat in 1900 is geopend ligt in de wijk St. Paul's.

## Geschiedenis
Aan het einde van de 19e eeuw was Newgate Street een smalle weg met nog iets van zijn middeleeuwse karakter. Om grondaankopen en schadevergoedingen te beperken heeft de CLR haar tunnels onder de openbare weg gebouwd. In verband met de smalle straten ter hoogte van het station betekent dit dat de perrons bij St. Paul's boven elkaar liggen, de tunnel naar het westen ligt 22 meter diep, die naar het oosten 27 meter. Zoals voor de Eerste Wereldoorlog gebruikelijk werden liften geplaatst voor het vervoer van reizigers tussen de stationshal en de perrons. Beneden kwamen de liften uit op ongeveer 25 meter diepte en moesten de reizigers met een trap omhoog of omlaag naar het gewenste perron. 
Het station werd op 30 juli 1900 geopend door de Central London Railway (CLR), de latere Central Line, onder de naam Post Office, als verwijzing naar het General Post Office aan het nabijgelegen St. Martin's Le Grand. De naam Post Office is mogelijk gekozen in plaats van het meer voor de hand liggende St. Paul's om het te onderscheiden van het South Eastern Railway (SER)-station dat al die naam droeg, maar in 1937 werd omgedoopt in Blackfriars.  Toen het SER-station St. Paul's in 1937 werd omgedoopt tot Blackfriars, kreeg het metrostation Post Office de naam St. Paul's , die het sindsdien heeft behouden.  
Tijdens de Tweede Wereldoorlog was de elektriciteitsnetcontrolekamer voor Londen en Zuidoost-Engeland ondergronds in de liftkoker gehuisvest.
Het station moet niet worden verward met het treinstation City Thameslink dat in 1990 werd geopend onder de naam St. Paul's Thameslink, maar op enige afstand van het metrostation ligt. Dat station werd later omgedoopt tot City Thameslink om verwarring voor de hulpdiensten te voorkomen, maar enkele jaren daarna bleven veel kaarten en reisgidsen in omloop de vroegere naam dragen. In 2014 stelde London Travel Watch voor om een inpandige verbinding tussen het metrstation en City Thameslink te bouwen ten behoeve van reizigers op weg naar de luchthavens Gatwick en Luton. 

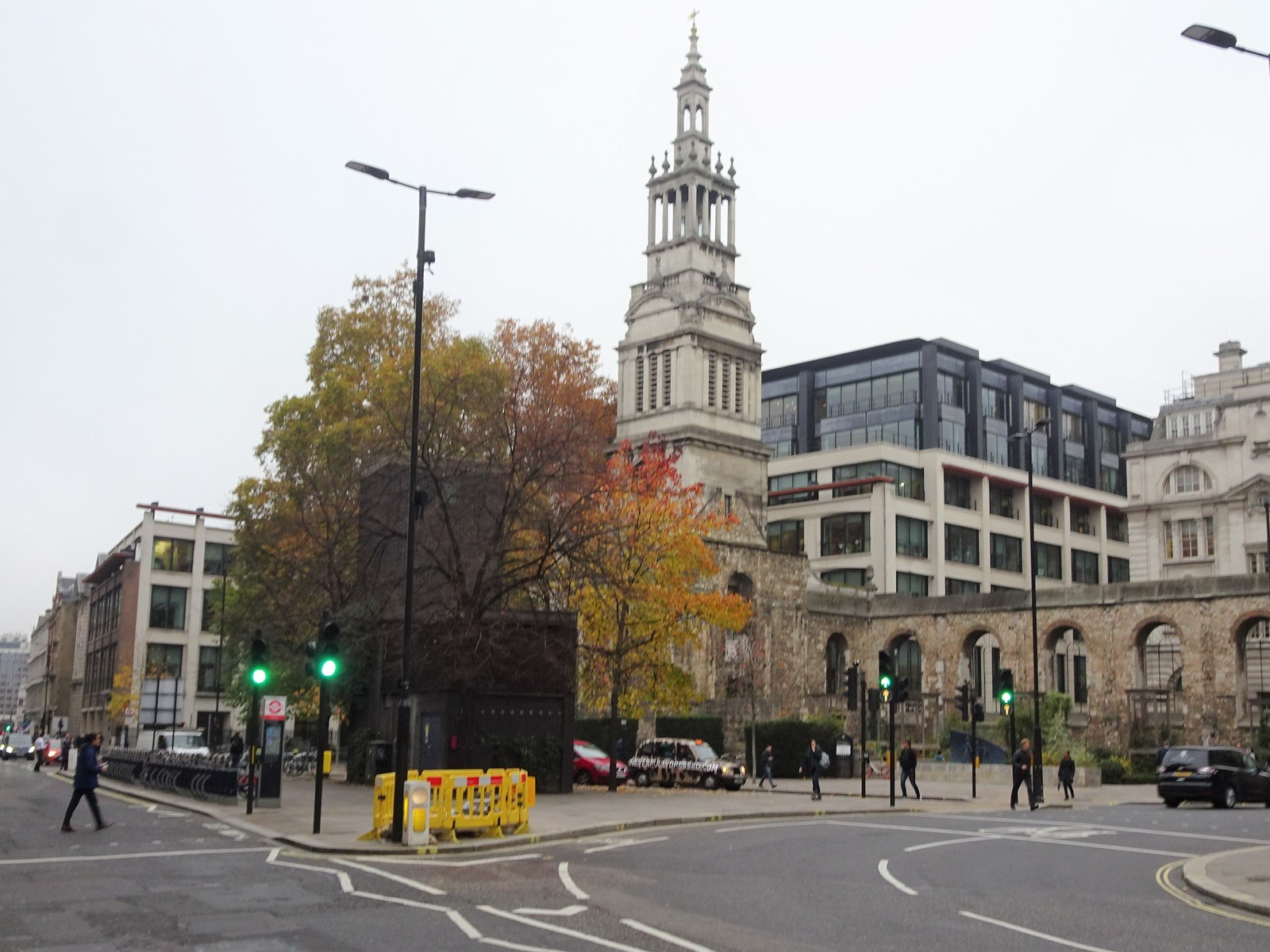
De plaats van de ingang uit 1900 op het kruispunt van King Edward Street en Newgate.
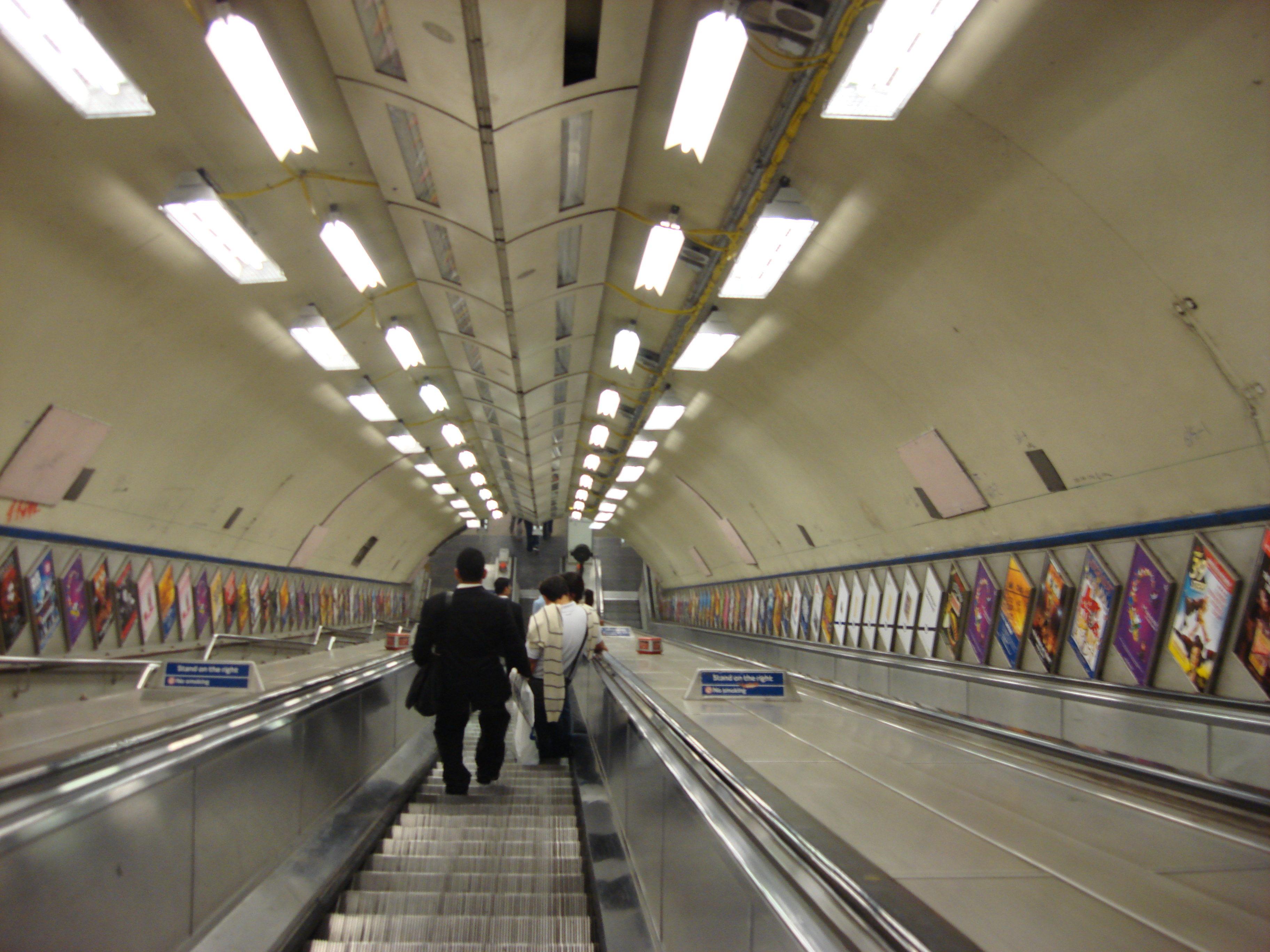
De roltrappen.
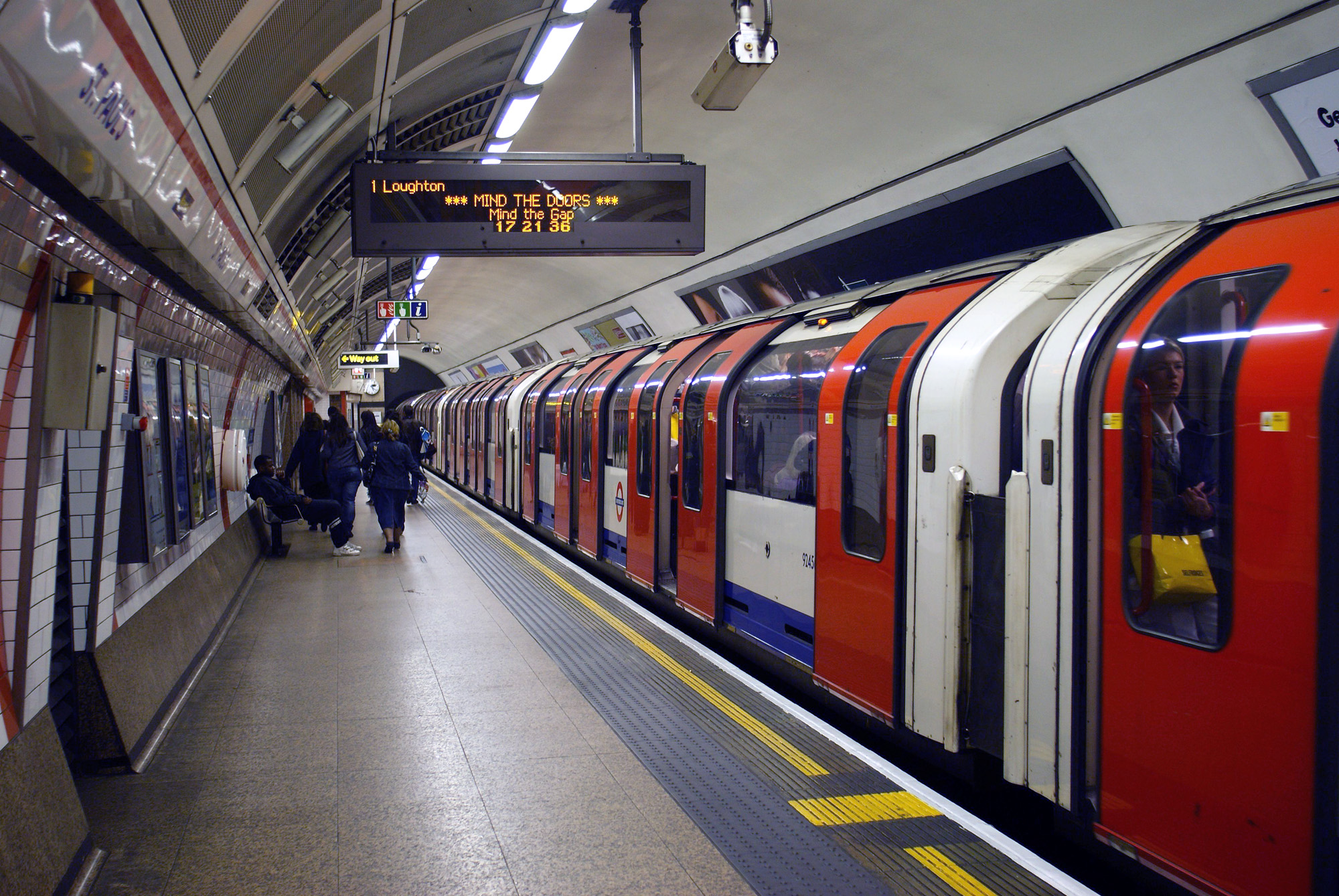
De metro naar het westen

## Ligging en inrichting
De ingang van het station bevond zich oorspronkelijk aan de noordkant van Newgate Street, aan de westkant van de kruising met King Edward Street, maar werd verplaatst naar het oosten toen het station in de jaren dertig, onder leiding van Charles Holden werd gemoderniseerd met een ondergrondse verdeelhal en roltrappen. Deze verplaatsing komt omdat roltrappen schuin en niet verticaal lopen, een moderne ventilatieschacht in het midden van een verkeerseiland staat op de plaats van het stationsgebouw uit 1900. De stationsingangen bevinden zich sinds 1 januari 1939 rond de kruising van Newgate Street, Cheapside en St. Martin's Le Grand. De roltrappen verbinden de verdeelhal met de perrons, de bovenste roltrapgroep eindigt beneden naast het bovenste perron, een tweede roltrapgroep in het verlengde van de eerste verbindt de perrons onderling. Op het laagste niveau is een hoge reizigerstunnel naar de in onbruik geraakte liftlhal te zien. St Paul's Cathedral ligt op korte afstand ten zuiden van het station. Bezoekers moeten er rekening mee houden dat de hoofdingang van de kathedraal zich aan het westelijke uiteinde bevindt, op een paar minuten lopen. St Paul's is ook het dichtstbijzijnde metrostation bij de London Stock Exchange en One New Change. Andere opmerkelijke bezienswaardigheden in de buurt zijn de Old Bailey , het Museum of London en de kerk van St Mary-le-Bow.

## Fotoarchief
- Abandoned stations - Section on disused lift access passage
- London Transport Museum Photographic Archive
  - Oorspronkelijke stationsgebouw in 1914
  - Oorspronkelijke stationshal in 1929
  - Ondergrondse verdeelhal in 1939
  - De ingang aan Newgate Street in 1939
  - Newgate Street na een bombardement in 1943